# Grifols
Grifols (Catalão: /ɡɾiˈfɔɫs/) é uma multinacional espanhola fabricante de produtos farmacêuticos e químicos. Produz principalmente produtos à base de plasma sanguíneo, um campo no qual é líder europeu e o maior do mundo, a empresa também fornece dispositivos, instrumentos e reagentes para laboratórios de testes clínicos.

## Produtos principais
Grifols é o principal fornecedor líder mundial de IVIG, albumina, Fator VIII e outras plasma de produtos derivados.

## Principais operações
Em 2007, a empresa teve 3,6 milhões de litros por ano de fracionamento de sangue capacidade de três fábricas, uma em Parets del Vallès , perto de Barcelona , na Espanha (2,1 milhões de litros por ano), outro em Los Angeles (1,5 milhões de litros, mas sendo expandido para 2,2 milhões de litros), e um site em Clayton, NC. Nos Estados Unidos, a empresa possui 153 plasmaferese centros, onde ele recolhe cerca de 5,8 milhões de litros de plasma por ano.

## História

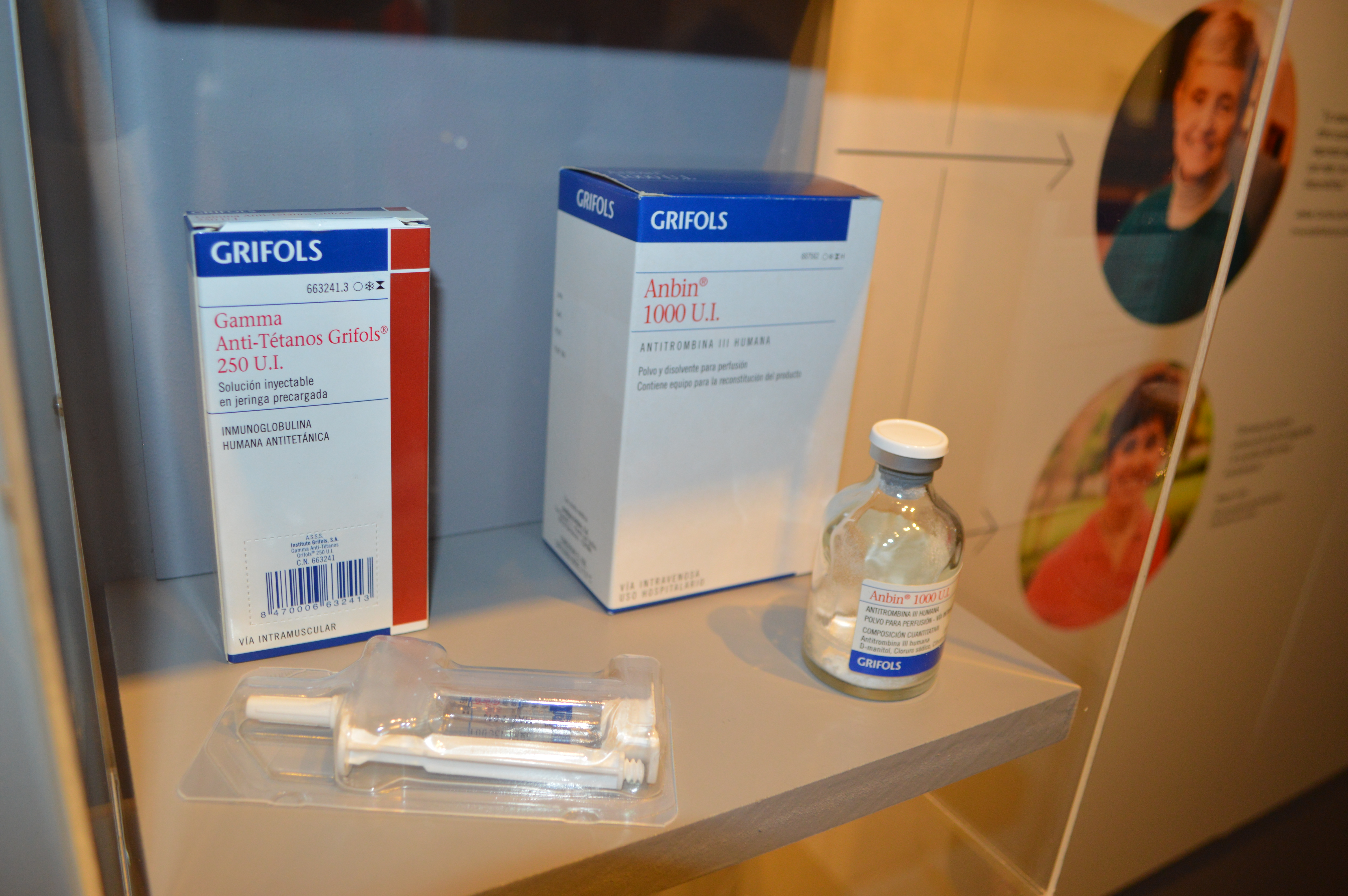
Humana imunoglobulina antitétano uso e antitrombina produzido por Grifols.

Grifols' origem reside no laboratório fundada em 1940, em Barcelona, pelo Dr. José A. Grifols Roig, um hematologista e cientista. Seu filho, o Dr. José A. Grifols Lucas foi o primeiro pesquisador a publicar a plasmaferese procedimento em 1952. A empresa apresentou a sua líquido IVIG produto para o mercado Europeu em meados da década de 1990.
Em dezembro de 2016, a Grifols adquiridos Hologics interesse em seu conjunto existente de rastreio de sangue da unidade para r $1,85 mil milhões de dólares.

## Leitura complementar
- http://openaccess.uoc.edu/webapps/o2/bitstream/10609/13101/1/GRIFOLS%20Factores%20Competitividad%20a%20Largo%20Plazo.pdf